# Friedrich Runge
Friedrich Runge, Fryderyk Runge (ur. 17 marca 1599 w Gryfii, zm. 25 grudnia 1655 w Kołobrzegu) – prawnik, dyplomata, kanclerz Zarządu Pomorza w latach 1648-1655.
W 1603 przybył wraz z ojcem Danielem do Wołogoszczy, a następnie, w latach 1614-18, studiował najpierw na uniwersytecie w Gryfii, a w 1619 w Jenie. W następnych latach odbył podróż do zachodniej Europy – odwiedził Anglię i Niderlandy, a w 1623 ukończył studia, ostatecznie w Rostocku. W tym samym roku wraz z posłami pomorskimi Philippem Hornem i Jacobem Seldrechtem wziął udział w sejmie Rzeszy w Ratyzbonie, a w 1624 wszedł do pomorskiej administracji księcia Bogusława XIV. W następnym roku (1625) został mianowany radcą dworu (Hofrat), a w 1626 został promowany na doktora praw na uniwersytecie w Gryfii. Był uważany za jednego z najzdolniejszych urzędników pomorskich w tym okresie, brał wielokrotnie udział w misjach dyplomatycznych. Po śmierci księcia Bogusława XIV w 1637 udał się z rodziną najpierw do Gdańska, by ostatecznie osiąść pod Słupskiem. Zła sytuacja finansowa zmusiła go do objęcia w 1641 urzędu syndyka miejskiego w Szczecinie. W tej roli został wysłany wraz z Marcusem von Eickstadtem najpierw w marcu 1644, a potem w październiku 1645 przez stany pomorskie na rokowania w sprawie pokoju do Osnabrück. Po zawarciu pokoju otrzymał od elektor brandenburskiego Fryderyka Wilhelma urząd kanclerza Zarządu Pomorza (Zachodniego), brał udział w ustaleniach granicznych ze Szwecją. Dnia 3 grudnia 1649 objął również urząd kantora kapituły kołobrzeskiej.
Był dwukrotnie żonaty. Po raz pierwszy z Anną Marią z domu Oesler, wdowie po Rochlitzu. Po jej śmierci w 1633, zawarł związek małżeński w 1635 z Marią Kundenreich, córką kołobrzeskiego rajcy Eduarda. Z tego małżeństwa pochodziła córka, która wyszła za radcę sądu nadwornego Sebastiana Brunnemanna.